# William Sekule
William Sekule (juni 1944) is een Tanzaniaans jurist. Hij klom op tot opperrechter en diende daarna als rechter voor het Rwanda-tribunaal en het Joegoslavië-tribunaal.

## Levensloop
Sekule slaagde in 1970 als Bachelor of Laws aan de Universiteit van Oost-Afrika in Dar es Salaam.
In 1970 begon hij zijn loopbaan als procureur en klom hij verder op tot procureur-generaal. In 1979 werd hij directeur van het openbaar ministerie tot hij in 1987 werd benoemd tot rechter van het hooggerrechtshof van Tanzania. Deze functie vervulde hij tot 2004.
Naast zijn professionele carrière was hij van 1978 tot 1987 bestuurslid van de faculteit rechtsgeleerdheid van de Universiteit van Dar es Salaam. Verder was hij in dezelfde periode lid van de Commissie voor Politie en Gevangenissen.
Daarbij nam hij deel aan tal van internationale conferenties, waaronder in Caracas (1980), Addis Abeba (1983) en Milaan (1985) voor de Verenigde Naties op het gebied van de preventie van misdaad en de behandeling van misdrijfplegers. In Addis Abeba was hij vicevoorzitter van deze conferentie. Verder nam hij als plaatsvervangend delegatieleider van Tanzania deel aan de 39e (1983) en 40e (1984) sessie van de Mensenrechtencommissie van de Verenigde Naties in Genève.
Sinds juni 1995 was Sekule rechter voor de strafkamer van het Rwanda-tribunaal in Arusha. Hier was hij werkzaam tot juni 1999 en diende hij tegelijkertijd als voorzittend rechter van de tweede strafkamer. In juni 2001 werd hij opnieuw rechter van het Rwanda-tribunaal. Op 18 maart 2013 werd hij beëdigd als permanent rechter van het Joegoslavië-tribunaal in Den Haag. Hier trad hij toe tot de Kamers van Beroep die gezamenlijk met het Rwanda-tribunaal worden uitgeoefend in Den Haag. Sinds de start in juli 2013 is hij ook rechter van het Internationale Residumechanisme voor Straftribunalen.